# Mo Yasin
Pour les articles homonymes, voir Yasin.
Mohammed "Mo" Yasin (en ourdou : محمد یاسین), né en 1939 à Nawakali, est un joueur professionnel et un entraîneur de squash représentant le Pakistan. Il est finaliste du British Open en 1974.

## Biographie
Il est originaire de Nawakali, près de Peshawar, d'où viennent de nombreuses stars pakistanaises du squash, son père Mohammad Amin était entraîneur au Karachi Gymkhana Club. Il commence à jouer assez jeune. Le légendaire Hashim Khan étant un ami proche de son père. Il a eu la chance de jouer quelques matchs d'entraînement contre le grand homme – quand il était à son apogée – pendant son adolescence. En 1963, il remporte le championnat du Pakistan pour les professionnels. En 1964, une souscription lui permet de payer le voyage pour disputer le British Open.
Il est finaliste du British Open 1974 mais ne peut disputer la finale face à Geoff Hunt, s'étant blessé à la cheville en demi-finale face à Qamar Zaman. En quart de finale, il élimine Jonah Barrington, titulaire de six titres et l'empêche d'égaler le record de sept titres du Pakistanais Hashim Khan. Après sa carrière, il entraine l'équipe nationale de Grande Bretagne, championne du monde par équipes en 1979 et de joueurs comme Jansher Khan.

## Palmarès

### Finales
- British Open : 1974